# ESKAPE
ESKAPE es un acrónimo que comprende los nombres científicos de seis patógenos bacterianos altamente virulentos y resistentes a los antibióticos, que incluyen: Enterococcus faecium , Staphylococcus aureus , Klebsiella pneumoniae , Acinetobacter baumannii , Pseudomonas aeruginosa y Enterobacter spp. Este grupo de bacterias grampositivas y gramnegativas puede evadir o 'escapar' de los antibióticos de uso común debido a su creciente resistencia a múltiples fármacos (MDR). Como resultado, en todo el mundo, son la principal causa de infecciones hospitalarias o nosocomiales potencialmente mortales en pacientes inmunocomprometidos y en estado crítico que corren el mayor riesgo. P. aeruginosa y S. aureus son algunos de los patógenos más ubicuos en las biopelículas que se encuentran en el cuidado de la salud. La P. aeruginosa es una bacteria gramnegativa con forma de bastón que se encuentra comúnmente en la flora intestinal, el suelo y el agua y que se puede propagar directa o indirectamente a los pacientes en entornos de atención médica.  El patógeno también se puede propagar en otros lugares a través de la contaminación, incluidas superficies, equipos y manos. El patógeno oportunista puede causar que los pacientes hospitalizados tengan infecciones en los pulmones (como neumonía), la sangre, el tracto urinario y en otras regiones del cuerpo después de la cirugía. S. aureus es una bacteria grampositiva con forma de coco que reside en el medio ambiente y en la piel y la nariz de muchas personas sanas. La bacteria puede causar infecciones en la piel y los huesos, neumonía y otros tipos de infecciones potencialmente graves si ingresa al cuerpo. S. aureus también ha ganado resistencia a muchos tratamientos con antibióticos, lo que dificulta la curación. Debido a presiones y factores selectivos naturales y no naturales, la resistencia a los antibióticos en las bacterias generalmente surge a través de una mutación genética o adquiere genes resistentes a los antibióticos (ARG) a través de la transferencia horizontal de genes , un proceso de intercambio genético mediante el cual la resistencia a los antibióticos puede propagarse. 
Una de las principales razones del aumento en la selección por resistencia a los antibióticos (ABR) y MDR que condujo a la aparición de la bacteria ESKAPE es el uso excesivo de antibióticos no solo en el cuidado de la salud, sino también en el sector animal y agrícola. Otros factores clave incluyen el uso indebido y el cumplimiento inadecuado de las pautas de tratamiento. Debido a estos factores, cada vez menos tratamientos con antibióticos son efectivos para erradicar las infecciones bacterianas ABR y MDR, mientras que al mismo tiempo no se están creando nuevos antibióticos debido a la falta de financiación. Estos patógenos ESKAPE, junto con otras bacterias resistentes a los antibióticos, son una amenaza interrelacionada para la salud mundial y se están abordando desde una perspectiva más holística y de una sola perspectiva de salud.

## Prevalencia
Desde una perspectiva global, la aparición de bacterias multirresistentes (MDR, por sus siglas en inglés) es responsable de alrededor del 15,5 % de los casos de infecciones hospitalarias y actualmente hay alrededor de 0,7 millones de muertes por enfermedades resistentes a los medicamentos.  Específicamente, los patógenos oportunistas nosocomiales ESKAPE se corresponden con el mayor riesgo de mortalidad y la mayoría de sus aislamientos son MDR. Dos patógenos dentro del grupo ESKAPE, Acinetobacter resistente a carbapenem y Enterobacteriaceae resistente a carbapenem, se encuentran actualmente entre las cinco principales bacterias resistentes a antibióticos en la lista de amenazas urgentes de 2019 de los Centros para el Control y Prevención de Enfermedades (CDC), y los otros 4 patógenos que componen el grupo están en la lista de amenazas graves. Además, la Organización Mundial de la Salud (OMS) creó una lista global de patógenos prioritarios (PPL) de bacterias ABR con el objetivo de priorizar la investigación y crear nuevos tratamientos antibióticos efectivos. La PPL global clasifica los patógenos en 3 categorías, crítico, alto y medio, y tiene 4 de los patógenos del grupo ESKAPE en la lista de prioridad crítica y los otros 2 patógenos que componen el grupo en la lista de alta prioridad.

## Características
Los patógenos de ESKAPE se diferencian de otros patógenos debido a su mayor resistencia a los antibióticos de uso común como la penicilina , la vancomicina , los carbapenémicos y más. Este aumento de la resistencia, combinado con la importancia clínica de estas bacterias en el campo médico, da como resultado la necesidad de comprender sus mecanismos de resistencia y combatirlos con nuevos antibióticos. Los mecanismos comunes para la resistencia incluyen la producción de enzimas que atacan la estructura de los antibióticos (por ejemplo, las β-lactamasas que inactivan los antibióticos β-lactámicos ), la modificación del sitio objetivo al que se dirige el antibiótico para que ya no pueda unirse adecuadamente, las bombas de expulsión, y producción de biopelículas. Las bombas de eflujo son una característica de la membrana de las bacterias Gram-negativas que les permite bombear constantemente material extraño, incluidos antibióticos, de modo que el interior de la célula nunca contenga una concentración lo suficientemente alta del fármaco para tener un efecto. Las biopelículas son una mezcla de diversas comunidades microbianas y polímeros que protegen a las bacterias del tratamiento con antibióticos al actuar como una barrera física.